# Trạm U-Bahn Messestadt West
Ga Messestadt West là một trạm xe của hệ thống Tàu điện ngầm München.
Trạm này  được khai trương vào ngày 29 tháng 5 năm 1999 và nằm ở Messestadt Riem, phần phía tây của khu phố. Nó nằm dưới Willy-Brandt-Allee, ở giữa có chín mái vòm ánh sáng phía trên nhà ga. Các bức tường phía sau đường rày, giống như trần nhà, được làm bằng bê tông màu đỏ nhạt. Nhà ga được chiếu sáng bởi hai hàng ánh sáng, xuyên qua mái vòm ánh sáng và qua tầng giữa. Sàn được trải bằng các tấm đá granit và do đó phản chiếu ánh sáng. Từ tầng giữa phía đông, nó dẫn tới lối vào phía tây của hội chợ cũng như hồ Messesee và trung tâm mua sắm Riem Arcaden. Ở đầu phía tây của sân ga cũng có một tầng giữa, dẫn tới đường Willy-Brandt-Allee.

## Hình ảnh

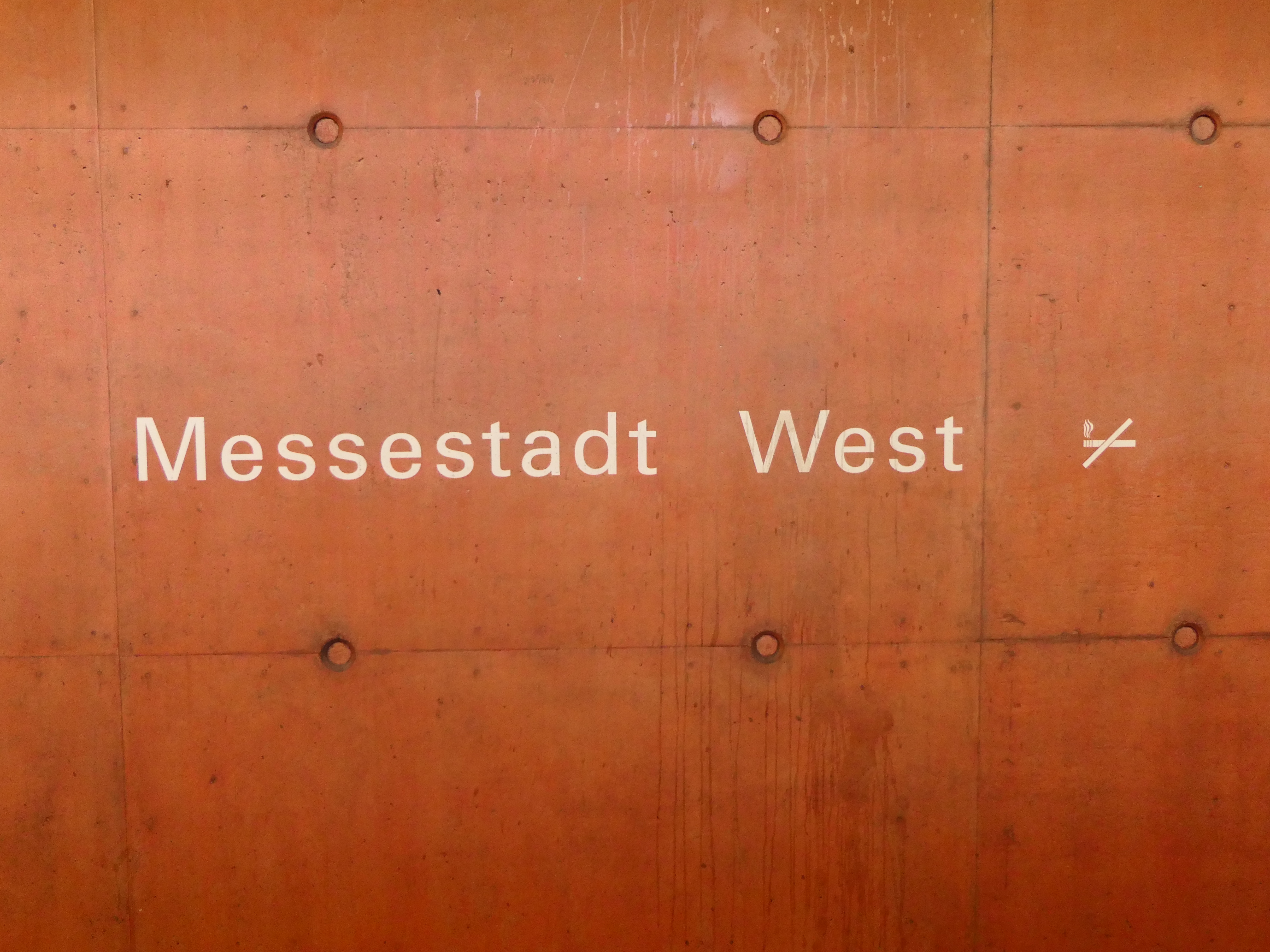
Tên trạm trên tường sau đường rày
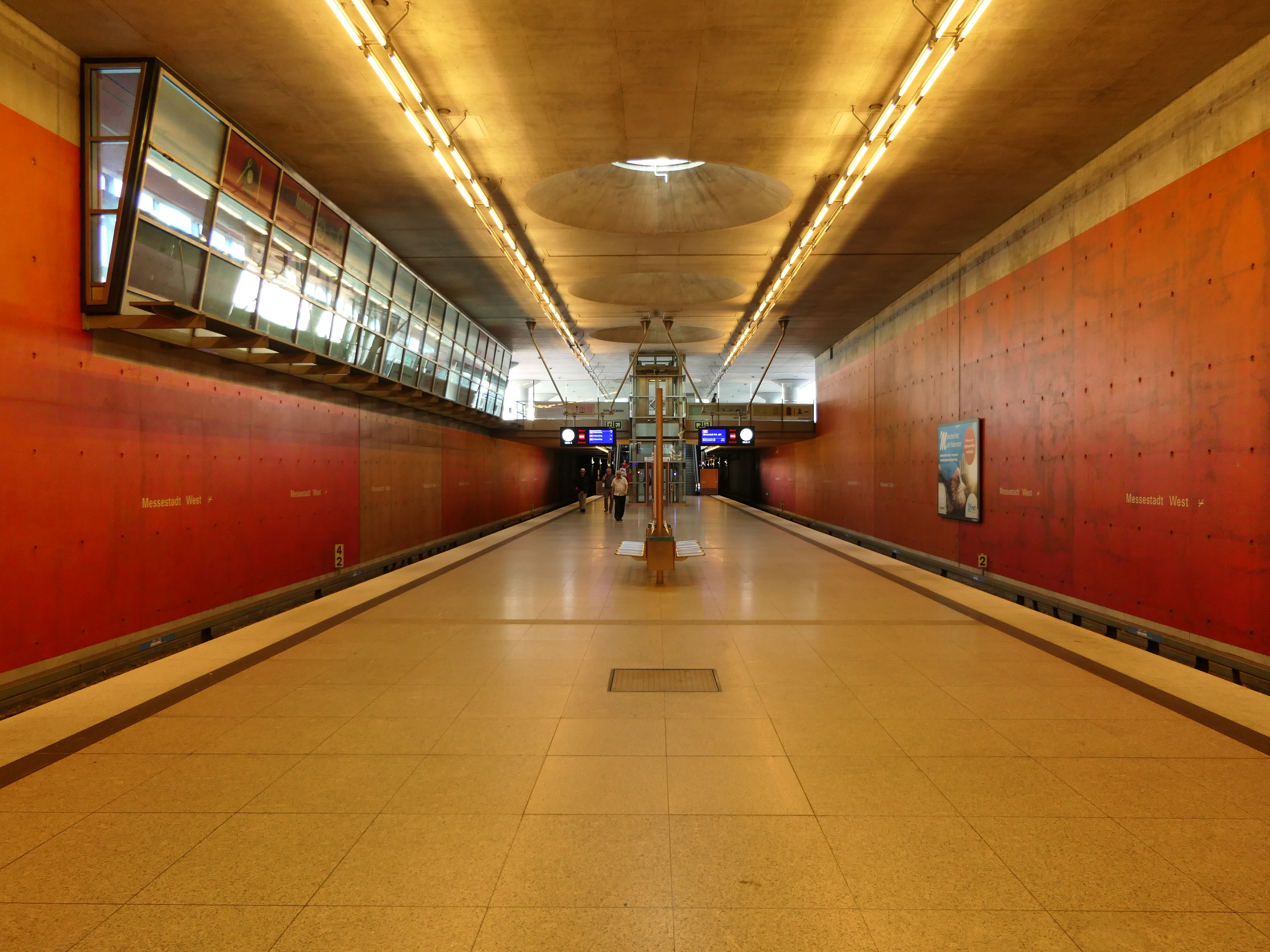
Sân ga với mái vòm ánh sáng và 2 dải đèn
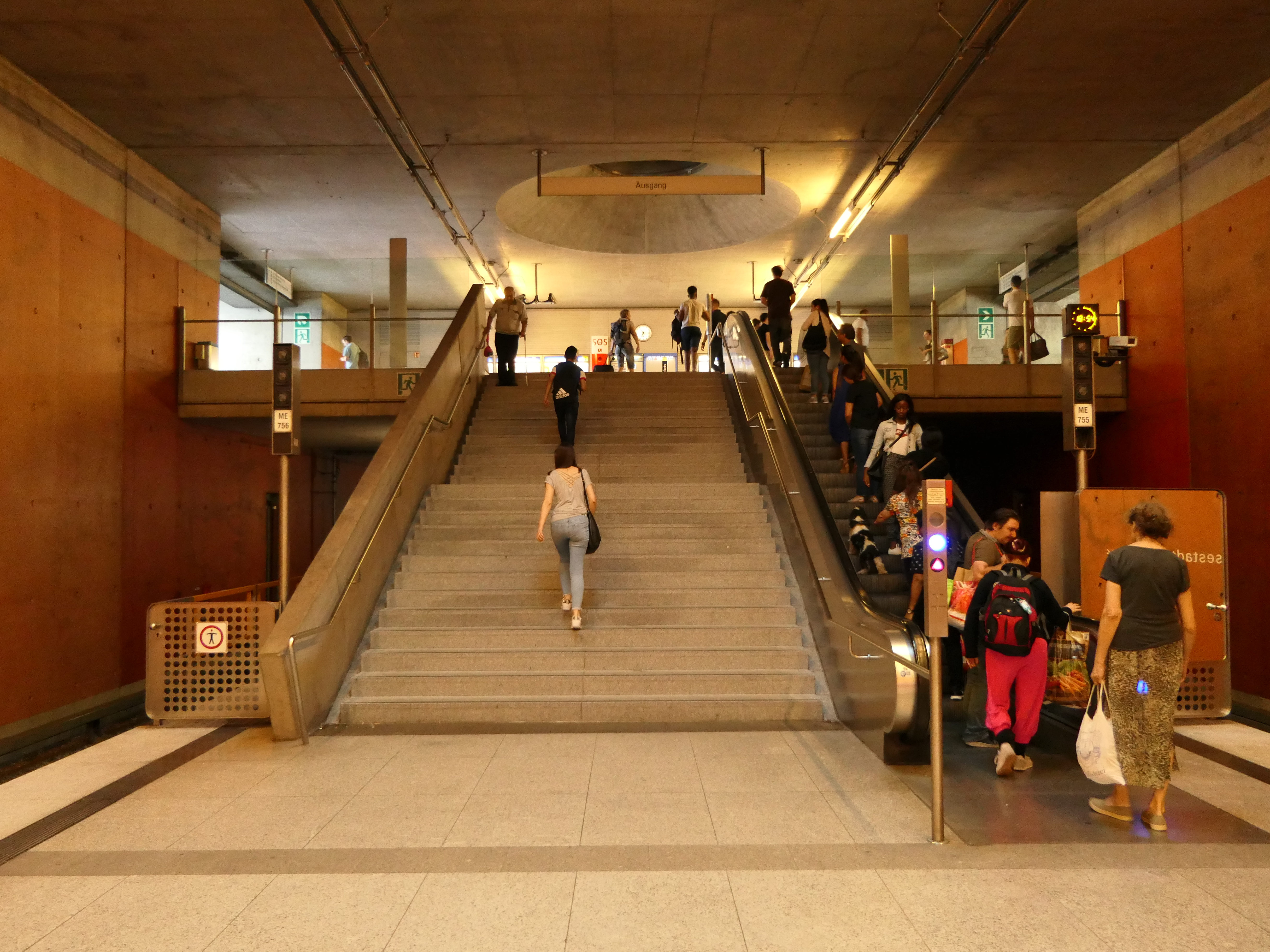
Đường lên từ sân ga
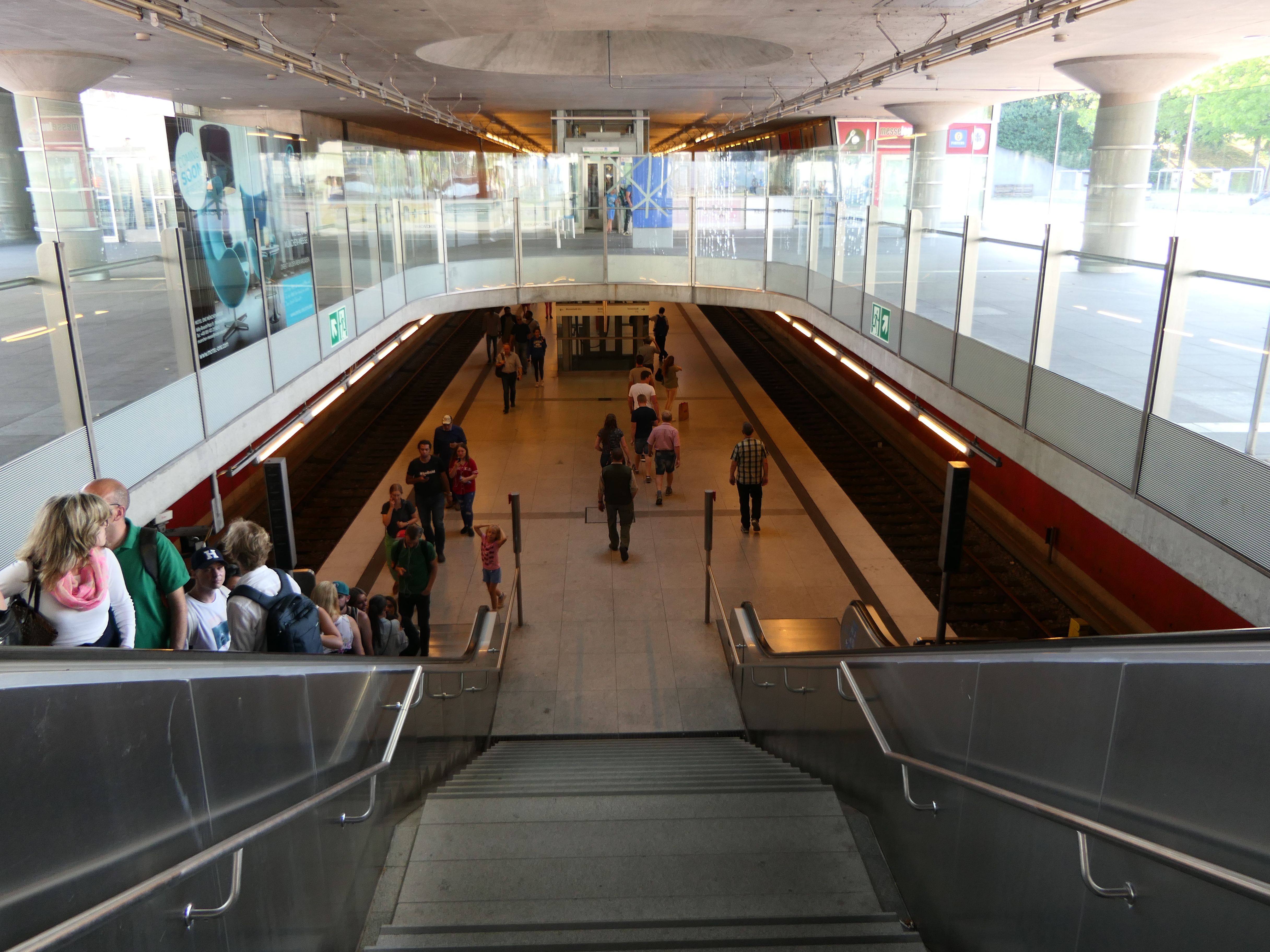
Đường xuống sân ga
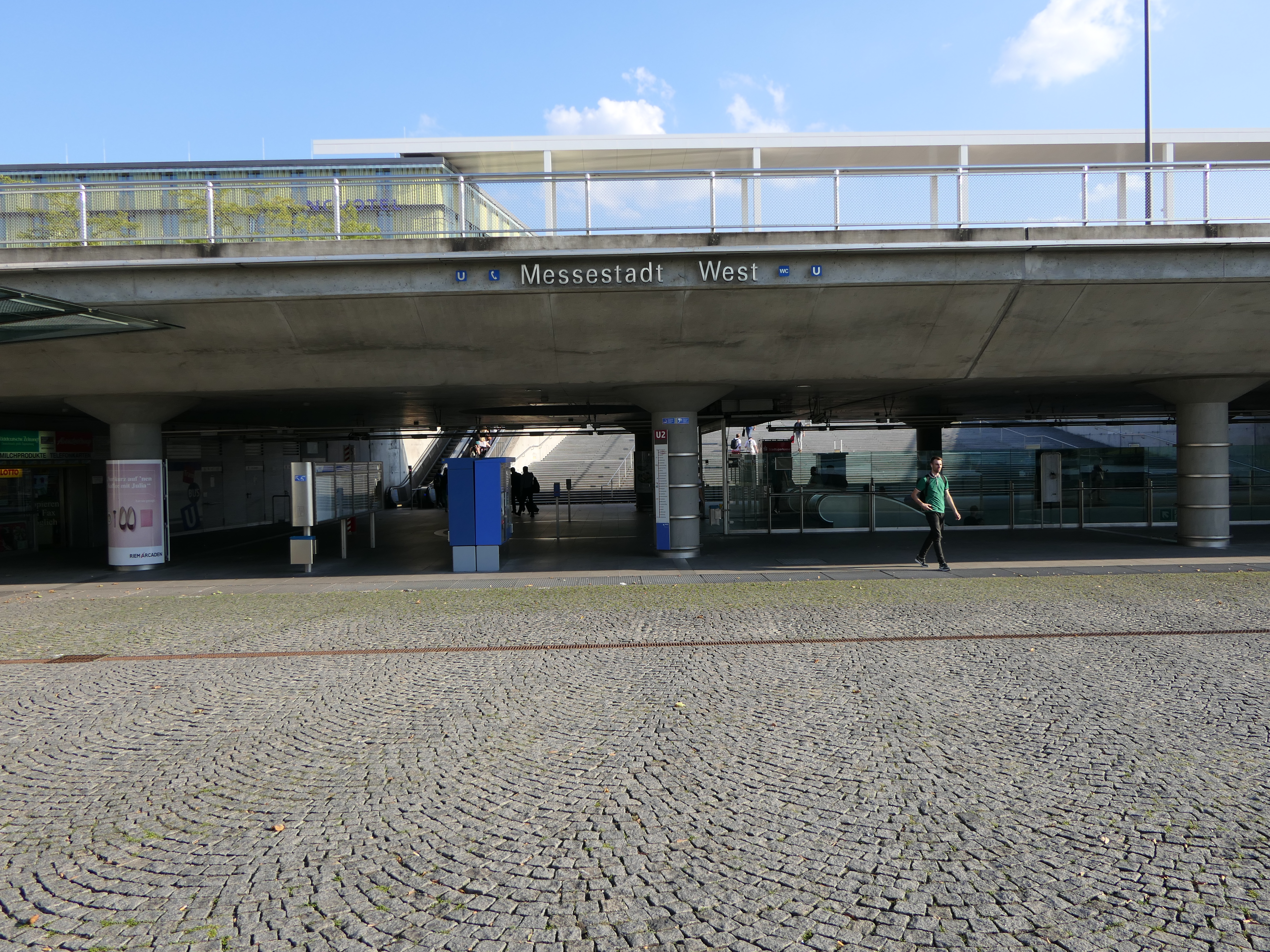
Lối vào từ mặt đường

## Các trạm tuyến U2
| Tuyến | Các trạm |
| ----- | --- |
| U2    | Feldmoching – Hasenbergl – Dülferstraße – Harthof – Am Hart – Frankfurter Ring – Milbertshofen – Scheidplatz – Hohenzollernplatz – Josephsplatz – Theresienstraße – Königsplatz – Hauptbahnhof – Sendlinger Tor – Fraunhoferstraße – Kolumbusplatz – Silberhornstraße – Untersbergstraße – Giesing – Karl-Preis-Platz – Innsbrucker Ring – Josephsburg – Kreillerstraße – Trudering – Moosfeld – Messestadt West – Messestadt Ost |